# 밤과 안개 (2009년 영화)
《밤과 안개》(天水圍的夜與霧: Night And Fog)는 홍콩에서 제작된 안 휘 감독의 2009년 드라마 영화이다. 임달화 등이 주연으로 출연하였고 왕정 등이 제작에 참여하였다.

## 출연

### 주연
- 임달화
- 장징추

### 조연
- 담은미
- 나혜연
- 엄추화

## 기타
- 각색: 나계예
- 음향: 두독지
- 제편: 왕일평